# Giulia Be
Giulia Be, pseudonimo di Giulia Bourguignon Marinho (Rio de Janeiro, 13 agosto 1999), è una cantautrice brasiliana.

## Biografia
Nata e cresciuta a Rio de Janeiro, Giulia Be ha firmato un contratto discografico con la Warner Music Brasil nel 2018, tramite la quale ha pubblicato nel corso dell'anno seguente Menina solta, che ha visto la svolta commerciale della cantante, raggiungendo la vetta della classifica dei singoli portoghese e fruttandole il quintuplo platino per le 50 000 unità vendute nel medesimo territorio.
Sempre nel 2019 ha preso parte a Rock in Rio ed è stata selezionata come artista d'apertura dei concerti dei Pentatonix in Brasile nell'ottobre. Menina solta è inoltre stata la 2º hit più consumata del 2020 in Portogallo secondo la Associação Fonográfica Portuguesa, soltanto dietro a Blinding Lights di The Weeknd. Si tratta del singolo apripista di Solta, che ha fatto il proprio ingresso nella classifica degli album più venduti in suolo portoghese.
I singoli successivi (Não) era amor e Se essa vida fosse um filme hanno riscosso una lieve popolarità, conseguendo rispettivamente una certificazione di platino e una d'oro dalla AFP. Il 9 ottobre 2020 è uscita la ballata pop Inolvidable, per la quale è stata registrata una versione in portoghese in collaborazione con Luan Santana. Il brano si è collocato al 3º posto nella Top Singles portoghese e ha conquistato la certificazione di triplo platino dalla Associação Fonográfica Portuguesa e quella di doppio platino dalla Pro-Música Brasil, per un totale di oltre 190 000 unità certificate. Il 18 dicembre 2020 è uscita l'edizione deluxe di Solta, contenente sette nuove tracce.
Nel 2021 ha ottenuto la sua terza top ten in Portogallo grazie a Vamos com tudo, inciso con David Carreira e Ludmilla e certificato oro dall'ente di vendita portoghese. Nel settembre 2021 è stata presentata Pessoa certa hora errada, il quarto ingresso della cantante all'interno delle prime dieci posizioni in Portogallo, e ha ricevuto una candidatura ai Latin Grammy come miglior artista emergente. La PMB le ha assegnato ulteriori cinque dischi di diamante, otto di platino e due d'oro, equivalenti a 2 220 000 unità certificate in Brasile.

## Discografia

### Album in studio
- 2022 – Disco voador

### EP
- 2020 – Solta

### Singoli
- 2019 – Too Bad
- 2019 – Chega
- 2019 – Menina solta
- 2019 – Cobertor (Remix) (con Projota e Vitão)
- 2020 – (Não) era amor
- 2020 – Se essa vida fosse um filme
- 2020 – Inolvidable (solo o con Luan Santana)
- 2020 – Te sigo somando (con Simone & Simaria e Melia)
- 2021 – Vamos com tudo (con David Carreira e Ludmilla feat. Preto Show)
- 2021 – Lokko
- 2021 – Pessoa certa hora errada
- 2021 – Show
- 2022 – 2 palabras
- 2022 – FBI
- 2022 – Desficava
- 2022 – Depois do Universo/Beyond the Universe
- 2023 – Matching Tattoo
- 2023 – Perfeita

### Collaborazioni
- 2018 – With You (Zerb feat. Giulia Be)
- 2019 – Hold On (Dux feat. Giulia Be)

## Filmografia
- Depois do Universo, regia di Diego Freitas – Nina Soares (2022)

## Riconoscimenti
- BreakTudo Awards
  - 2019 – Rivelazione nazionale[21]
  - 2019 – Candidatura alla Clip di debutto nazionale per Too Bad[21]
  - 2020 – Candidatura alla Hit nazionale per Se essa vida fosse um filme[22]
  - 2021 – Candidatura all'Artista nazionale in ascesa[23]
  - 2021 – Candidatura alla Collaborazione nazionale per Inesquecível[23]

- Latin Grammy Awards
  - 2021 – Candidatura al Miglior artista emergente[20]

- Meus Prêmios Nick
  - 2020 – Candidatura alla Hit nazionale preferita per Menina solta[24]

- Play - Prémios da música portuguesa
  - 2019 – Candidatura al Prémio Lusofonia per Menina solta[25]
  - 2020 – Candidatura al Prémio Lusofonia per Inesquecível[26]

- Prêmio Jovem Brasileiro
  - 2021 – Candidatura al Clipe bombástico per Inesquecível[27]

- Prêmio Multishow de Música Brasileira
  - 2020 – Candidatura alla Música chiclete per Menina solta[28]
  - 2020 – Candidatura all'Artista experimente[28]

- Prêmios MTV MIAW
  - 2020 – Candidatura all'Inno dell'anno per Menina solta[29]
  - 2021 – Candidatura al Video musicale per Lokko[30]